# Manon Rhéaume
Manon Rhéaume (* 24. února 1972 Beauport, Québec) je bývalá kanadská lední hokejistka, brankářka. Je jedinou ženou, která kdy odehrála exhibiční utkání za tým NHL.
V roce 1992 odchytala jednu třetinu za tým Tampa Bay Lightning proti St. Louis Blues, o rok později rovněž jednu třetinu za stejný tým proti Boston Bruins. Odehrála 24 utkání za sedm různých týmů v mužské International Hockey League. Pro tým Tampy si ji vyhlédl Phil Esposito, kterého zaujaly nejen její hokejové kvality, ale získat ženu pro NHL považoval za výborný marketingový tah.
S ženskou hokejovou reprezentací Kanady získala zlaté medaile na mistrovství světa v letech 1992 a 1994 a olympijské stříbro v roce 1998.
Její bratr Pascal Rhéaume byl hráčem NHL a v roce 2003 získal s New Jersey Devils Stanley Cup.